# Thaumaspis gialaiensis
Thaumaspis gialaiensis är en insektsart som beskrevs av Andrej Vasiljevitj Gorochov 1998. Thaumaspis gialaiensis ingår i släktet Thaumaspis och familjen vårtbitare. Inga underarter finns listade i Catalogue of Life.